# Universiade d'hiver de 2015
Navigation
Édition précédente Édition suivante
L'Universiade d'hiver 2015 est la 27e édition des Universiades d'hiver. Elle se déroule :
- à Štrbské Pleso et Osrblie, en Slovaquie, du 24 janvier au 1er février 2015, pour le ski nordique et le biathlon,
- à Grenade en Espagne, du 4 février au 14 février 2015, pour les autres sports.

## Disciplines
Osrblie :
- Biathlon : 9 épreuves

 Štrbské Pleso :
- Combiné nordique : 3 épreuves
- Saut à ski : 5 épreuves
- Ski de fond : 9 épreuves

 Grenade :
- Curling : 2 tournois
- Hockey sur glace : 2 tournois
- Patinage artistique : 4 épreuves
- Patinage de vitesse sur piste courte : 8 épreuves

 Sierra Nevada :
- Ski acrobatique : 8 épreuves
- Ski alpin : 8 épreuves
- Snowboard : 8 épreuves